# Dicionário de Bolso (Oswald de Andrade)
Dicionário de Bolso é uma reunião de verbetes escritos por Oswald de Andrade e organizados por Maria Eugênia Boaventura, especialista na obra do autor modernista. Em realidade, o livro nunca foi acabado pelo autor, que não lhe deu sequer um título; a organizadora cotejou seis manuscritos originais do escritor com essas definições de dicionário e propôs um título para o conjunto, inspirado numa outra obra de Oswald: Serafim Ponte Grande. O Dicionário foi recentemente reeditado pela Editora Globo.

## O gênero e as influências
O Dicionário de Bolso pode ser visto como uma versão satírica de obras "meio-dicionário", "meio-enciclopédia", como o Dicionário filosófico, de Voltaire. Maria Eugênia Boaventura diz, em sua introdução: 
A concepção deste Dicionário teve evidentemente vários modelos dentro da tradição ocidental. Voltaire, Bierce, Strindberg etc. Oswald definiu alguns nomes encontrados no Dicionário filosófico do pensador francês: José, Moisés, Pedro, Salomão. No Ambroise Bierce, do Dicionário do diabo (cujo título original é The Cynic's Word Book) deparou-se com a crítica aos costumes contemporâneos feitos através de uma forma especial de humor negro e de definições aforísticas e epigramáticas. Como o Pequeno catecismo para o uso da classe inferior, de Augusto Strindberg, montado em cima da troça, da paródia e permeado de afirmações veementes, o texto aqui apresentado surpreende a imaginação do leitor pelos argumentos fortes, ao invés de convencer pela articulação de uma lógica irrefutável.

## Os Verbetes
Como o dicionário do romance Serafim Ponte Grande, a maior parte dos verbetes (com exceção de três: Gigante de Pedra, Bandeirante e Proletário) são de personalidades reais ou fictícias, escritos com a típica verve satírica do autor, com grande economia de palavras, como por exemplo, o relativo a Cabral: "Cabral - o culpado de tudo" ou a Inácio de Loyola: "Loyola - má companhia de Jesus". Muitos personagens são da ficção ou da história mundial, mas muitos também da história brasileira recente. Escrito numa época em que o autor estava ligado ao comunismo, os verbetes refletem, muitas vezes, a simpatia do autor pelos líderes do movimento e seu repúdio à burguesia e à religião. Ainda que em muitos momentos o autor assuma um tom panfletário, que pode comprometer, às vezes, o humor da obra, a maior parte dos verbetes ainda continua interessante e representativo da escrita de Oswald de Andrade.